# Bad Child
Bad Child è un singolo della cantante australiana Tones and I, pubblicato il 12 marzo 2020 su etichetta Bad Batch Records.

## Video musicale
Il video musicale, diretto da Nick Kozakis e Liam Kelly, è stato reso disponibile l'8 aprile 2020. Anche per la B-side, Can't Be Happy All the Time, è stato realizzato un video.

## Tracce
Testi e musiche di Toni Watson.
1. Bad Child – 3:41
2. Can't Be Happy All the Time – 4:18

## Formazione
- Tones and I – voce, produzione
- Konstantin Kersting – produzione, missaggio
- Randy Belculfine – registrazione
- Andrei Eremin – mastering

## Classifiche

### Classifiche settimanali
| Classifica (2020) | Posizione massima |
| ----------------- | ----------------- |
| Australia         | 16                |
| Croazia           | 62                |
| Islanda           | 12                |
| Norvegia          | 13                |
| Slovacchia        | 76                |
| Svezia            | 79                |
| Svizzera          | 73                |

### Classifiche di fine anno
| Classifica (2020) | Posizione |
| ----------------- | --------- |
| Australia         | 85        |